# Nesmrtelný kovboj
Nesmrtelný kovboj  je dobrodružný román pro mládež českého spisovatele Mirko Paška z roku 1966. Jeho hrdinou je syn českého vystěhovalce, který se stal kovbojem a postupně poznal i stinné stránky svého povolání, které se ve westernech obvykle neukazují. 

## Obsah románu
Hlavním hrdinou románu, který se pravděpodobně odehrává v první polovině 20. století, je mladík Stanley Fort. Jeho otec byl Čech, který se vystěhoval do Ameriky a změnil si těžko vyslovitelné jméno Fořt na Fort. Stanley má jako mnoho mladíků v jeho věku sen stát se kovbojem. Vypraví se proto na velký ranč do Oklahomy, kde brzy zjistí, že být kovbojem není žádná romantika, ale každodenní tvrdá práce. Zažije dny, kdy při úmorném několikadenním putováním se stádem nesleze prakticky z koně. Zažije krádeže dobytka, podvody a jiné porušování zákona, setká se s Indiány, potká ho radost i žal první lásky.
Román je pojmenován po předákovi na ranči, starém tvrdohlavém dědkovi Luisovi, který má přezdívku Nesmrtelný. Je tomu tak proto, že neustále každému vykládá, jak mu kdysi mladá hezká dívka řekla, že je vtělením nesmrtelné kovbojské slávy. Luis je přesvědčen, že majitel ranče, pan Clay, je mimořádně čestný člověk, a postupně jej zdeptá poznání, že jde ve skutečnosti o podvodníka, kterému na ranči a jeho zaměstnancích vlastně nezáleží. Na konci románu přejede Luise nákladní auto, přičemž je docela pravděpodobné, že pod něj skočil schválně.